# Луїджі Самеле
Луїджі Самеле  (італ. Luigi Samele, 25 липня 1987) — італійський фехтувальник, олімпійський медаліст, триразовий чемпіон Європи, дворазовий володар Кубків світу, багаторазовий призер чемпіонатів світу та Європи.

## Особисте життя
Брат Ріккардо Самеле, міжнародного судді з фехтування, є членом Fiamme Gialle. Його вчитель - Андреа Теренціо.
У березні 2022 року, після російського вторгнення в Україну, він допоміг своїй партнерці та її родині сховатися в Болоньї, щоб уникнути бомбардувань .
Перебуває у романтичних стосунках з фехтувальницею Ольгою Харлан . 

## Виступи на Олімпіадах
| Олімпіада   | Дисципліна          | Місце |
| ----------- | ------------------- | ----- |
| Лондон 2012 | командна шабля      | 3     |
| Токіо 2020  | індивідуальна шабля | 2     |
| Токіо 2020  | командна шабля      | 2     |
| Париж 2024  | індивідуальна шабля | 3     |
| Париж 2024  | командна шабля      | 5     |